# خورخه کاسرس (بازیکن فوتبال)
خورخه کاسرس (انگلیسی: Jorge Cáceres؛ زادهٔ ۷ ژانویهٔ ۱۹۴۸) بازیکن فوتبال اهل آرژانتین است.
از باشگاه‌هایی که در آن بازی کرده‌است می‌توان به اشاره کرد.
وی همچنین در تیم ملی فوتبال کلمبیا بازی کرده‌است.